# 莫里斯·皮特森
小莫里斯·羅素·彼得森（英語：Morris Russell Peterson Jr.，1977年8月26日—）是美國退休的職業籃球運動員，曾在國家籃球協會（NBA）打過11個賽季，曾效力於多倫多猛龍隊、新奧爾良黃蜂隊、奧克拉荷馬雷霆隊。他在2000年NBA選秀第21順位被猛龍隊選中，並且在前三個賽季的大部分比賽中都是先發球員，曾為猛龍隊職業生涯出場記錄（542 次）和三分球命中（801 次）保持者。

## 外部連結
- 莫里斯·皮特森 （页面存档备份，存于） 於basketball-reference.com